# Thomas Lechner (Handballspieler)
Thomas Lechner (* 13. Oktober 1985 in Schwaz) ist ein ehemaliger österreichischer Handballspieler.

## Karriere
Der gebürtige Schwazer begann seine aktive Profi-Karriere 2003 bei ULZ Schwaz. Davor war er bereits für denselben Verein in diversen Jugendligen aktiv. 2012 beendete der Flügelspieler seine Karriere.

## Erfolge
- 1× Österreichischer Pokalsieger (mit ULZ Schwaz)

## HLA-Bilanz
| Saison    | Verein     | Spielklasse | Tore | 7-Meter   | Feldtore |
| --------- | ---------- | ----------- | ---- | --------- | -------- |
| 2008/09   | ULZ Schwaz | HLA         | 54   | 0         | 54       |
| 2009/10   | ULZ Schwaz | HLA         | 81   | 1/1       | 126      |
| 2010/11   | ULZ Schwaz | HLA         | 18   | 0         | 18       |
| 2011/12   | ULZ Schwaz | HLA         | 1    | 0         | 1        |
| 2008–2012 | gesamt     | HLA         | 154  | 1 (100 %) | 153      |